# Соляные
Соляны́е (укр. Соляні) — микрорайон Николаева, составная часть Центрального района. Находится в северной части города, с центром соединен Ингульским мостом. Расположен на нешироком длинном полуострове, образованном изгибами рек Южный Буг и Ингул. На северо-востоке граничит с жилмассивом Северный и Терновкой.
Через Соляные проходят важнейшие автомобильные магистрали Николаева, в основном в киевском направлении. Основное движение осуществляется по проспекту Героев Украины.

## Происхождение названия
В 1880-х годах торговцы построили за Ингулом хлебные и соляные магазины (склады и амбары) для покупки и хранения хлеба и соли, поскольку за оптовый ввоз хлеба и соли в Николаев взималась пошлина. Со временем на этом месте возник болгарский хутор, получивший название Соляной или Соляные.

## Внутренняя топонимика
Основная улица — проспект Героев Украины (до 2016 проспект Героев Сталинграда, сокращено ПГС).
В соляных расположены улицы: Вишнёвая; Прибрежная; Новоодесская; Скляра; Флотская;
переулки: Киевский; Корабелов; Армейский; Линейный; Матросский; Междуречный; Парусный; Рейдовый; Скляра;
Ошибочно считается, что существует Школьная улица. Это не соответствует действительности, такой улицы в этом микрорайоне нет. Есть остановка общественного транспорта с таким названием. Остановке «Школьная» соответствует улица Гайдара.
Кроме того, проспект Героев Украины до 2016 года назывался проспект Героев Сталинграда, а до 1982 года — Киевское шоссе. Сейчас Киевское шоссе начинается с конца проспекта, хотя часть этой улицы есть и перед ним.

## Культура
В Соляных функционируют Национальный университет кораблестроения имени адмирала Макарова (главный корпус), 2 общеобразовательные школы (№ 32 и № 51), лицей «Классический», парк «Победы», мемориальный комплекс в память вывода войск из Афганистана (там же — музей военной техники под открытым небом).